# Гусев, Виктор Иванович
Виктор Иванович Гусев (укр. Віктор Іванович Гусєв; род. 11 сентября 1950 года, г. Новоазовск, Донецкая область, Украинская ССР) — украинский государственный деятель, депутат Верховной рады Украины I созыва (1990—1994).

## Биография
Родился 11 сентября 1950 года в городе Новоазовск Донецкой области в семье учителей.
В 1972 году окончил химико-биологический факультет Мелитопольского государственного педагогического института по специальности «учитель химии».
С 1972 года работал учителем химии в средней школе с. Заброды Ратновского района Волынской области, с 1980 года был заместителем директора школы № 79, с 1985 года — директором средней школы № 92 г. Донецка.
Являлся членом КПСС с 1970 года, избирался членом Донецкого городского совета.
В 1990 году в ходе первых альтернативных парламентских выборов в Украинской ССР был выдвинут кандидатом в народные депутаты пленумом Кировского райкома КП УССР г. Донецка и Кировской районной профсоюзной организацией работников народного образования, 18 марта 1990 года в первом туре был избран народным депутатом Верховного совета Украинской ССР XII созыва (в дальнейшем — Верховной рады Украины I созыва) от Кировского избирательного округа № 113 Донецкой области, набрал 57,44% голосов среди 6 кандидатов. В парламенте являлся членом комиссии по вопросам народного образования и науки, входил во фракцию «Новая Украина». Депутатские полномочия истекли 10 мая 1994 года.